# Марина (фильм)
«Марина» — советский художественный фильм 1974 года кинорежиссёра Бориса Ивченко. Фильм снят по мотивам рассказов Бориса Лавренёва.
Вышел на экраны 20 февраля 1975 года.

## Сюжет
По мотивам ранних рассказов Бориса Лавренёва «Марина» и «Гала-Петер». 
Подпоручик Извольский после ранения оказывается в Евпатории. В рыбацком посёлке он знакомится с Мариной. 
Любовь офицера и простой рыбачки шокирует местное общество. Когда Борис и Марина приходят в театр, зрители покидают свои места. Влюблённые смотрят адажио в одиночестве. Они аплодируют артистам и оркестру. Затем они идут на берег моря, Марина купается в лунной дорожке.
Командование делает всё, чтобы отправить Извольского на фронт. По дороге на фронт Извольский примыкает к восставшему полку. Его арестовывают и приговаривают к расстрелу. Однако революция освобождает его.
В Евпаторию Борис возвращается командиром отряда красногвардейцев. Марина бежит навстречу ему, но пуля капитана царской армии Тыркина сражает её. Марина умирает на руках Бориса.
Борис ведёт в атаку отряд под красным флагом.

## В ролях
- Ирина Шевчук — Марина, девушка из рыбацкого посёлка
- Владимир Конкин — Борис Извольский, офицер
- Константин Степанков — Афанасий, большевик
- Борислав Брондуков — Тыркин, капитан царской армии
- Лев Колесник  — Огурцов
- Виталий Розстальный — Перетричуба
- Анатолий Барчук — Коля, сын Афанасия
- Лариса Халафова — Аспасия, дочь Афанасия
- Виктор Демерташ — Михай
- Иван Миколайчук — дирижёр
- Виктор Маляревич — Григорьев
- В эпизодах:
- Сергей Иванов
- Владимир Талашко
- Александр Январёв
- Михаил Бердичевский
- Юрий Брылинский
- Анатолий Юрченко
- Владимир Глухой
- Екатерина Брондукова
- Борис Савченко
- Юрий Рудченко
- Борис Александров
- Юрий Хаджиев
- Ада Волошина
- Юрий Мысенков

## Съёмочная группа
- Режиссёр-постановщик: Борис Ивченко
- Сценарий: Александр Сацкий
- Оператор-постановщик: Виталий Зимовец
- Художник-постановщик: Валерий Новаков
- Композитор: Вадим Храпачёв
- Звукооператор: Николай Медведев
- Монтаж: Тамара Сердюк
- Редактор: Валентина Рыдванова
- Художник по костюмам: Ольга Яблонская
- Художники по гриму: Нина Тихонова, Марина Шкурко
- Режиссёр: Л. Колесник
- Операторы: П. Лойко, М. Бердичевский
- Оператор комбинированных съёмок: Б. Лебедев
- Художник комбинированных съёмок: М. Полунин
- Ассистенты режиссёра: Л. Хорошко, Н. Осипенко
- Ассистент оператора: В. Шкурко
- Пиротехник: И. Шкидченко
- Светотехник: О. Просихин
- Постановщики танцев: В. Потапова, В. Голик
- Солисты: С. Приходько, В. Федорченко
- Директор картины: Татьяна Кульчицкая
- Киевский камерный оркестр (дирижёр И. Блажков)

## Критика
Критик Инна Соловьёва написала: «Фильм располагает многим, чтобы быть интересным». При этом она считала, что «фильм по своей природе какой-то вяло уживчивый, впускающий на свою площадь что придётся». Ей показалась странной «безвольная свобода выразительных средств». Соловьёва писала: «Хочешь — и берёшь набор романтических красок; хочешь — словно бы цитируешь киноречь двадцатых годов…; хочешь — вспоминаешь о тех напряжённых поисках символической, замкнутой в себе „внесюжетной“ образности…».